# Чернышёв, Иван Львович
Иван Львович Чернышёв (1736—1791) — русский чиновник и военный, генерал-поручик, сенатор, правитель Костромского наместничества (1781-84). Отец Александра Чернышёва, получившего в 1841 г. титул светлейшего князя.

## Жизнь и служба
Принадлежал к захудалой ветви дворянского рода Чернышёвых. Материальное его состояние было невелико, так как за ним числилось всего 99 душ.
В 1749 году вступил в военную службу и 16 марта 1750 года был сделан капралом; 21 апреля того же года был произведен в каптенармусы, а 25 апреля в сержанты. 27 августа 1754 года пожалован во флигель-адъютанты прапорщичьего чина, а 25 апреля 1755 года в полковые адъютанты.
С этого времени служебная карьера Чернышева стала подвигаться довольно быстро. 1 января 1757 года он был произведен в поручики, принял участие в прусском походе, был во всех генеральных сражениях и получил раны пулей в ногу, бок и шею.
Произведенный 9 октября 1760 года в капитаны, он 15 мая 1761 года получил чин секунд-майора, а 3 июня 1762 года чин премьер-майора. Отличился в польской войне при взятии в крепости Станиславов в плен около 4000 человек, а также в многочисленных стычках с конфедератами, 10 декабря 1764 года произведен в подполковники.
За участие в Турецком походе произведен 1 января 1770 г. в полковники и выступил снова в Польшу; 17 марта 1774 года, командуя Нотебургским пехотным полком, был пожалован в бригадиры.
В 1777 году 28 июня был произведен в генерал-майоры и назначен командиром Белозерской дивизии; в 1778 и 1779 годах командовал Польским корпусом, а в 1780 году — Украинской дивизией.
22 апреля 1781 года получил орден св. Анны и 28 июня того же года был назначен правителем Костромского наместничества.
28 июня 1783 года произведен в генерал-поручики и 23 января 1784 года был сделан сенатором (назначен в шестой департамент Сената) с увольнением от обязанностей Костромского наместника.
17 ноября 1786 года ему было поручено отправиться в Москву для присутствия в особом комитете по делу о разных беспорядках в комиссариате, и с этого времени он поселился в Москве. Владел поместьями в Калужской губернии. Умер в 1791 году. Похоронен в Донском монастыре, могила утеряна.

## Семья
Иван Львович был женат с 7 февраля 1781 года на Евдокии Дмитриевне Ланской (1757—08.06.1815 ), фрейлине двора и сестре А. Д. Ланского, фаворита императрицы Екатерины II. В браке родились:
- Екатерина Ивановна (1782—1851), муж князь П. С. Мещерский (1779—1856).
- Мавра (Мария) Ивановна (1784—1806) (изображение)
- Александр Иванович (1785—1857), военный министр, получил княжеское достоинство.
- Николай Иванович (08.06.1787—20.06.1787)[2]

## Источник
- Чернышев, Иван Львович // Русский биографический словарь : в 25 томах. — СПб., 1905. — Т. 22: Чаадаев — Швитков. — С. 325—326.
- «Формулярный список о службе»;
- Кн. А. Б. Лобанов-Ростовский, «Русская родословная книга». Изд. 2, т. II, стр. 356;
- Губернский служебник кн. Туркестанова, стр. 125;
- Бантыш-Каменский, «Списки кавалеров», стр. 322.